# 국기에 대한 맹세
국기에 대한 맹세(國旗에 對한 盟誓)는 대한민국에서 국민의례를 할 때 낭송하는 것으로 1968년 3월 충청남도 교육위원회가 처음 작성하여 보급하기 시작한 것을 1968년말 문교부가 전국적으로 확대 시행하였다. 2007년 5월, 행정자치부는 기존의 맹세문 문안이 시대와 맞지 않는다는 점과 문법에 어긋난 점을 지적하고 국기에 대한 맹세 수정안을 확정하여 2007년 7월 27일 공포 시행하였다.

## 역사
- 1968년 3월 - 충청남도 교육청 장학계장 유종선, 국기에 대한 맹세 작성
- 1968년 - 문교부가 전국 각 학교에 시행하도록 지시
- 1972년 - 국무총리 지시로 국기에 대한 경례시 국기에 대한 맹세를 병행 실시
- 1984년 2월 - 대통령령으로‘대한민국 국기에 관한 규정’제정 실시

## 국기에 대한 경례 방법
경례 방법은 다음과 같다.
1. 평상복을 착용한 일반 국민은 국기를 향하여 오른손을 펴서 왼쪽 가슴에 대고 국기를 주목한다.
2. 평상복을 착용한 사람 중 모자를 쓴 국민은 국기를 향하여 오른손으로 모자를 벗어 왼쪽 가슴에 대고 국기를 주목한다.
3. 제복을 착용한 경우(경찰, 국군 등)는 국기를 향하여 거수경례(擧手敬禮)를 한다[4].

## 왼쪽 가슴에 손을 얹는 이유
국기에 대한 맹세를 할 때 태극기를 보며 왼쪽  가슴에 손을 올리는 것에 댜해 설명한다.
- 역사적 이유 : 국기배례를 대신함

해방 이후 한동안은 국기에 대해 예를 갖출 때에는 일제시대 식으로 허리를 숙여 배례(拜禮 : 절)를 했다. 그런데 그 지역 기독교회에서는 이것이 일종의 우상숭배라 하여 1949년 경기도 파주군 봉일천 국민학교(오늘날의 초등학교)에서 수십 명이 국기 배례거부로 인해 퇴학을 당하는 사건이 벌어진다. 
이것이 결국 국가 전체적으로 문제가 되어 기독교 대표들이 이승만 대통령을 찾아가 시정을 요구한 바가 있다. 그 결과 국무회의에서 국기배례를 폐지하고 이를 대체하여 현재와 같이 오른손을 왼쪽 심장 위에 대고 국기를 '주목' 하는 방식으로 바뀐 것이다.
현재는 「대한민국 국기법」제6조에서 국기에 대한 경례를 규정하고 있다.

### 대한민국 국기법 시행령 제3조
- 제복을 입지 아니한 국민은 국기를 향하여 오른손을 펴서 왼쪽 가슴에 대고 국기를 주목(注目)한다
- 제복을 입지 아니한 국민 중 모자를 쓴 국민은 국기를 향하여 오른손으로 모자를 벗어 왼쪽 가슴에 대고 국기를 주목한다. 다만, 모자를 벗기 곤란한 경우에는 제1호의 방법에 따를 수 있다
- 제복을 입은 국군이나 경찰은 국기를 향하여 거수경례(擧手敬禮)를 한다 등으로 명시되어 있다.

거수 경레를 하는 까닭은, 
국가에 충성을 다하고 국가를 위해서 자신을 희생할 수 있다는 것을 표 하는 것이라고 할 수 있다.

### 대한민국 국기법 제6조 (국기에 대한 경례)
국기에 대한 경례를 하는 때에는 선 채로 국기를 향하여 오른손을 펴서 왼편가슴에 대고 국기를 주목하거나 거수경례를 한다. 그 밖에 국기에 대한 경례방법 및 절차 등에 관하여 필요한 사항은 대통령령으로 정한다.
- 행위의 의미 : 맹세의 의미

사실 오른손을 왼쪽 가슴에 대는 의미는 뻔하다. 왼쪽 가슴의 심장에 대고 국기를 향해 있는다면 국가를 향한 나의 충성을 심장을 바쳐서라도 하겠다는 맹세의 의미라고 볼 수 있다. 심장은 인체의 가장 중요한 기관이고, '마음' 이나 '양심' 을 상징한다고 생각되기에 심장에 대고 맹세하는 것은 '진심으로' 맹세한다는 의미가 되는 것이다.

## 맹세문의 변천
굵은 글씨는 수정된 부분이다.

### 초기 맹세문 (1968년 ~ 1968년)
나는 자랑스런 태극기 앞에 조국의 통일과 번영을 위하여 정의와 진실로서 충성을 다할 것을 다짐합니다.

### 문교부 시행 맹세문 (1972년 ~ 2007년 7월 26일)
나는 자랑스런 태극기 앞에 조국과 민족의 무궁한 영광을 위하여 몸과 마음을 바쳐 충성을 다할 것을 굳게 다짐합니다.

초기 맹세문에서 ‘조국의 통일과 번영’이라는 문구가 ‘조국과 민족의 무궁한 영광’으로, ‘정의와 진실로서’라는 문구가 ‘몸과 마음을 바쳐’라는 문구로 변경되어 2007년 7월 26일까지 공식적으로 사용되었으며 학교의 경우에는 여건상 전국 시도 교육청 소속 교육현장의 계도기간까지 포함하면 2008년 1학기까지 1년간 기존 맹세문과 신 맹세문이 혼용되어 사용되었다.

### 행정자치부 시행 현행 맹세문 (2007년 7월 27일 ~ )
나는 자랑스러운 태극기 앞에 자유롭고 정의로운 대한민국의 무궁한 영광을 위하여 충성을 다할 것을 굳게 다짐합니다.

1972년 이후 35년만에 문교부에서 시행하는 맹세문에서 '자랑스런'이라는 문구가 문법에 맞지 않는다는 이유로 '자랑스러운'으로 변경되었고, 현재의 시대상에 맞게 '조국과 민족의'라는 문구가 '자유롭고 정의로운 대한민국의'로 변경되었으며, '몸과 마음을 바쳐'라는 문구는 삭제된 새로운 형태의 맹세문이 2007년 7월 27일 개정되어 현재까지 사용되고 있다. 다만 초중등 교육기관에 속한 교육현장에서는 신 맹세문을 즉시 개정하는데 까지는 지침 하달에 의한 강제성 명분이 부족한 이유로 2007년 2학기부터 2008년 1학기까지 1년 동안은 전국적인 계도기간을 거쳐서 구 맹세문과 신 맹세문이 혼용되는 과도기를 거칠 수 밖에 없었고 대략 2008년 2학기에서 2009년 1학기 이후에야 전국적으로 완벽하게 신 맹세문으로 대체하여 현재에 이르고 있다.

## 법률적 근거
- 대한민국국기법 시행령 제4조

## 논란
2003년 5월, 유시민 의원이 국기에 대한 맹세는 파시즘의 잔재라는 주장을 하여 사회적 논란이 일었다. 이 밖에도 국기에 대한 맹세 강요는 헌법에서 규정하고 있는 양심의 자유를 침해한다고 하는 위헌 논란이 있다.

## 같이 보기
- 미국의 충성의 맹세 (Pledge of Allegiance)
- 일제강점기의 황국신민서사
- 나치 제국의 국기에 대한 충성맹세문